# Tenosinovite
La  tenosinovite è una infiammazione che coinvolge la guaina tenosinoviale dei tendini.

## Eziologia e diagnosi
Le cause sono di vario tipo: traumatiche, sforzi eccessivi effettuati, deposito continuo di calcio, ipercolesterolemia, ma anche da infezioni come la gonorrea, e patologie infiammatorie come la gotta. La diagnosi ecografica della forma essudativa (conosciuta anche come tenosinovite di de Quervain) si basa sull'aumento di liquido all'interno della guaina tenosinovitica.

## Anatomia patologica
Distinguiamo diverse forme anatomo-patologiche:
1. essudativa;
2. proliferativa;
3. mista.

Sebbene l'esame obiettivo  non sia particolarmente difficoltoso (dolore in corrispondenza dell'apofisi stiloidea del radio, impotenza funzionale, ingravescenza del sintomo con lo stress funzionale, positività del segno di Finkelstein), differenziarne le forme richiede l'ausilio di una indagine ecografica ed a volte si può ritenere utile, a supporto complementare, anche la RM o RX.
Nella tenosinovite proliferativa si potrà notare la presenza di una ipertrofia del tessuto sinoviale.

## Terapia
Dipende dalla causa scatenante: se non è dovuta ad altra malattia è sufficiente che il soggetto riposi. Nei casi più gravi si somministrano corticosteroidi, ma se i sintomi non regrediscono e la patologia non scompare è necessario un intervento chirurgico.